# Eureka Tower
Eureka Tower es un rascacielos de 297,3 m de altura situado en Southbank, Melbourne, Australia. La construcción comenzó en agosto de 2002 y el exterior se completó el 1 de junio de 2006. La plaza se acabó en junio de 2006 y el edificio abrió oficialmente el 11 de octubre de 2006. El proyecto fue diseñado por la firma arquitectónica de Melbourne Fender Katsalidis Architects y construido por Grocon (Grollo Australia). El promotor de la torre fue Eureka Tower Pty Ltd, una empresa conjunta compuesta por Daniel Grollo (Grocon), el inversor Tab Fried y uno de los arquitectos de la torre, Nonda Katsalidis. Fue la torre residencial más alta del mundo por altura del piso más alto, hasta que fue superada por Ocean Heights y HHHR Tower en Dubái. En septiembre de 2012 es el décimo edificio residencial más alto del mundo.

## Diseño y características
El nombre de Eureka Tower procede de Eureka Stockade, una rebelión durante la fiebre del oro de Victoria en 1854. El diseño lo refleja: la corona dorada del edificio representa la fiebre del oro y la franja roja representa la sangre derramada durante la revuelta. El revestimiento de cristal azul que cubre la mayor parte del edificio representa el fondo azul de la bandera de la revuelta. Las líneas blancas también representan la bandera de eureka y marcas sobre las mediciones de un topógrafo.
Cuando se completó, Eureka Tower era el edificio residencial más alto del mundo, tanto por altura de azotea como por altura del piso más alto. Actualmente es el edificio residencial con más plantas del mundo. El edificio tiene 297 metros de altura con 91 plantas por encima del suelo y un sótano. Es uno de los siete edificios con más de 90 plantas del mundo y es el 77.º edificio más alto del mundo. También es el segundo más alto de Australia y el más alto de Melbourne. El sótano y las primeras nueve plantas contienen un aparcamiento de coches. La proximidad del edificio a la tabla de agua y al Río Yarra hizo la construcción de un aparcamiento subterráneo antieconómica. Hay un total de 84 plantas de apartamentos (incluidas algunas plantas compartidas entre aparcamiento y apartamentos). El resto se usa para instalaciones del edificio y la plataforma de observación. 
Según el Council on Tall Buildings and Urban Habitat, la Eureka Tower se clasifica como el edificio más alto en dos de las cuatro categorías por las que se ordenan las alturas, a saber, altura del piso más alto y altura de azotea. Como comparación, la torre residencial Q1 en Gold Coast tiene su planta más alta a una altura de 235 m, unos 62 m por debajo de la planta más alta de Eureka Tower. El ático más alto de Q1 está a 217 m, mientras que el de Eureka está a 278 m. Sin embargo, la aguja de la cima del Q1 excede a Eureka Tower en las otras dos categorías, a saber altura de antena y altura arquitectónica.

### Especificaciones
- 556 apartamentos[6]
- 13 ascensores que viajan a una velocidad de hasta 9 m/s[1]
- 52 000 m² de ventanas
- 3680 escalones
- 110 000 toneladas de hormigón
- 5000 toneladas de acero reforzado
- El edificio pesa 200 000 toneladas

Las Summit Levels (plantas 82 a 87) tienen un único apartamento por planta: cada uno tenía un precio original de A$ 7 millones sin amueblar; los compradores tenían que equipar el apartamento por un coste añadido.
Las plantas más altas de la torre albergan un observatorio (planta 88), un restaurante (planta 89), sala de comunicaciones y mirador (90) y depósitos de agua (90 y 91). Un sistema de bombas mueve constantemente el agua entre los dos depósitos de 300 000 litros para contrarrestar las oscilaciones provocadas por el viento.

## Plataforma de observación (Eureka Skydeck 88)

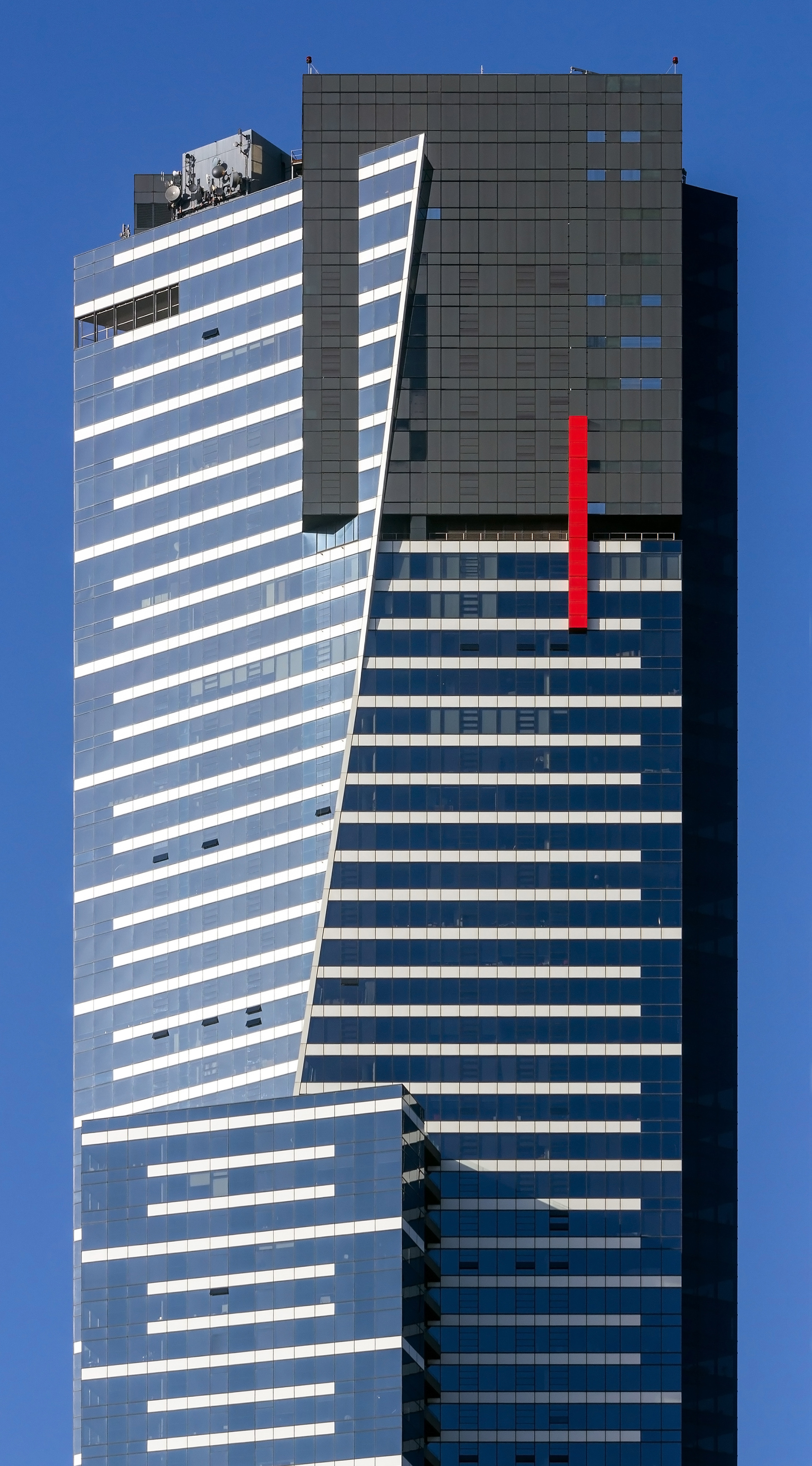
Últimas plantas de la Eureka Tower (30-10-2017).

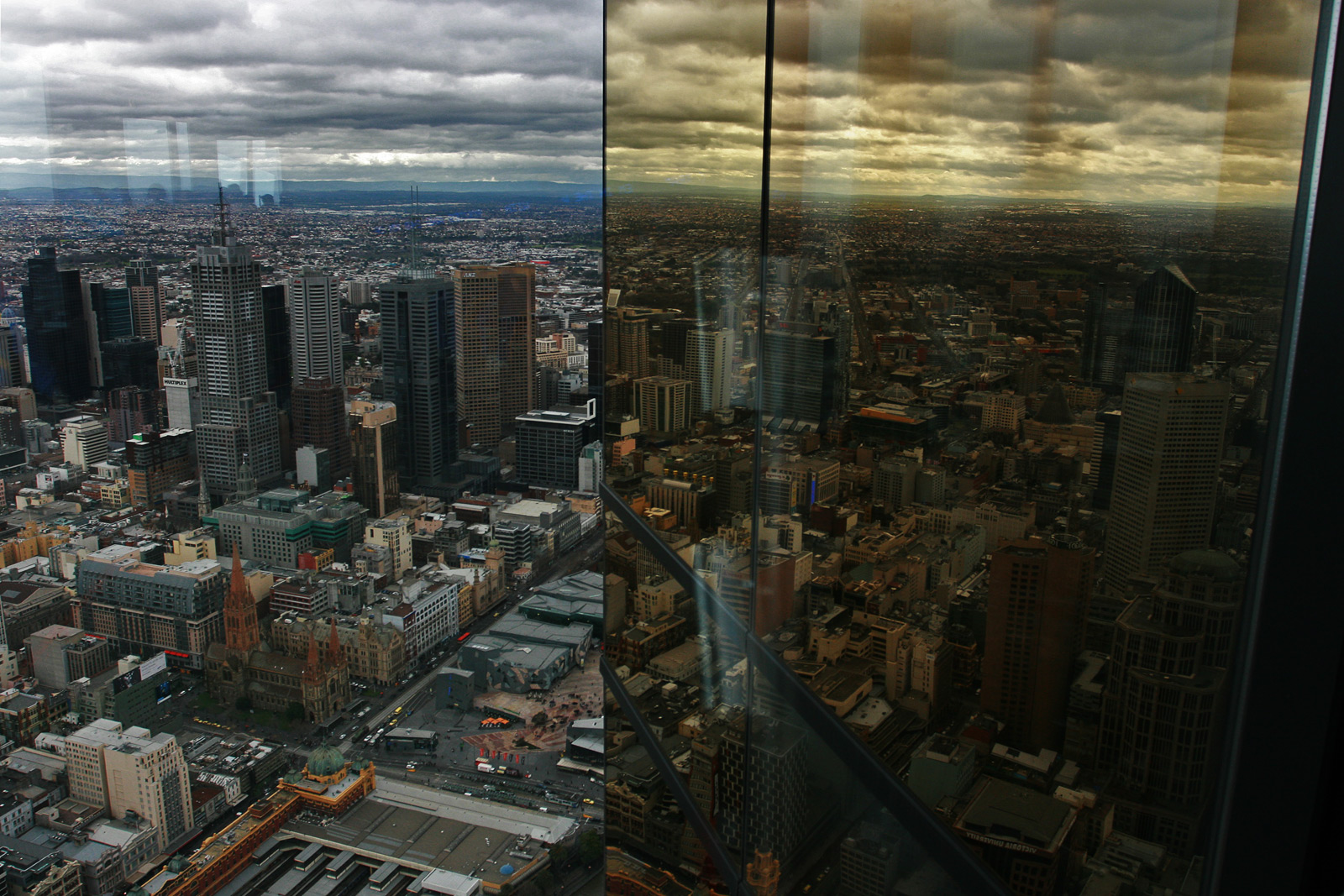
Mirando hacia el noreste el distrito financiero de Melbournde desde Skydeck 88, con reflejos en las ventanas doradas de la torre

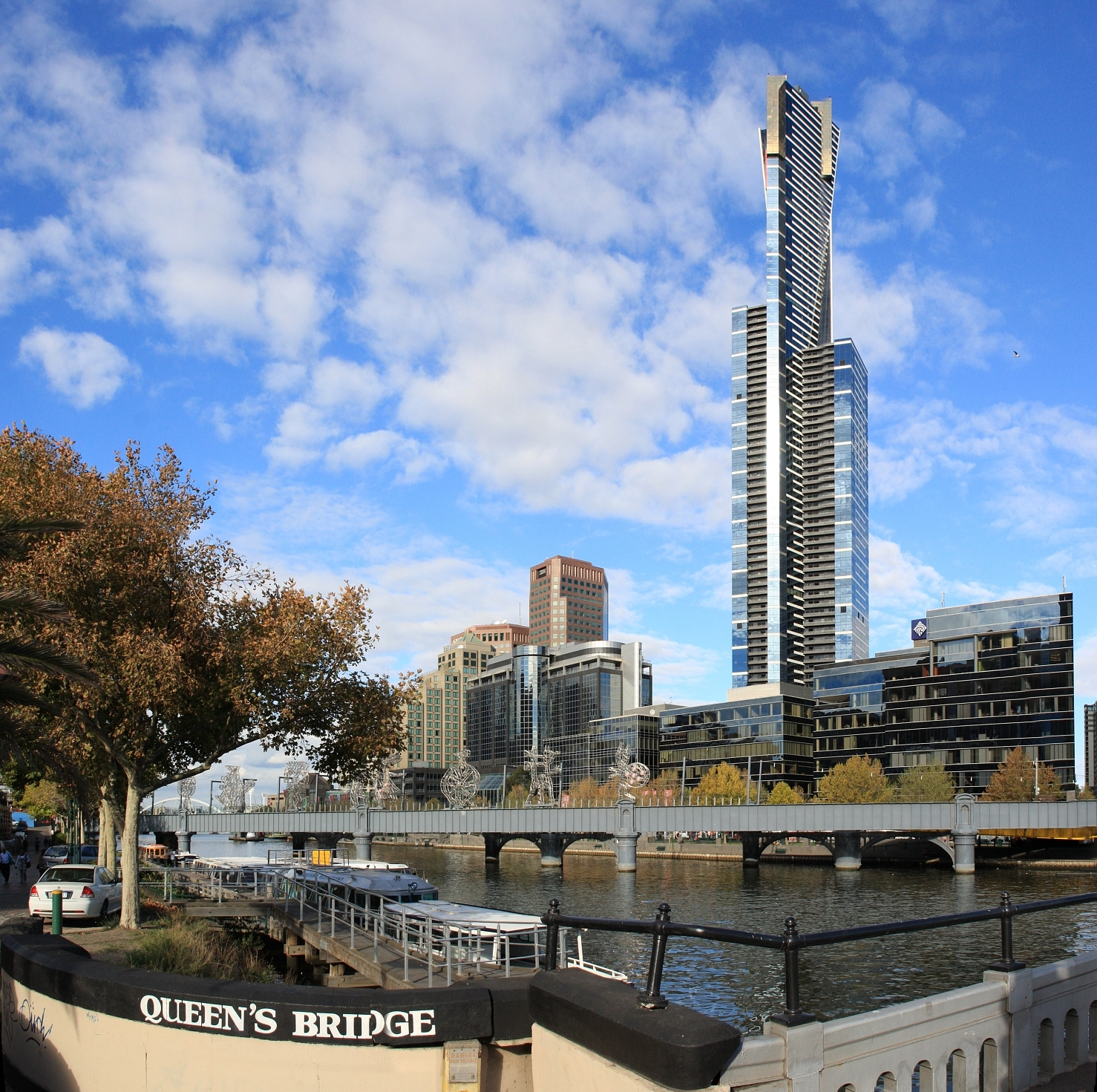
Eureka Tower desde el otro lado del río

El observatorio (Eureka Skydeck 88) ocupa toda la planta 88 de la Eureka Tower y es el mirador público más alto en un edificio del hemisferio sur a 285 m. Abrió al público el 15 de mayo de 2007. Para acceder al Skydeck hay que pagar una tarifa.
El Skydeck contiene treinta visores que ayudan a los visitantes a identificar muchos monumentos importantes en todo Melbourne, junto con varios prismáticos gratuitos. Hay una pequeña zona exterior llamada 'The Terrace', que se cierra cuando hay fuertes vientos. Dispone también de un cubo de cristal llamado 'The Edge', que se extiende fuera del edificio colgando sobre el borde de la torre, aumentando la experiencia de observación.
El 10 de enero de 2005, Grocon, constructora de Eureka Tower, propuso añadir una antena/torre de observación de 53,8 m. La propuesta se encuentra actualmente ante la comisión de planeamiento local. Este mástil sería una estructura importante, que se usaría para proporcionar la aventura de escalar hasta su cima.
El 16 de abril de 2006 se anunció una nueva propuesta. La constructora y los promotores estaban considerando que el edificio tuviera un "skywalk" que llevaría a la gente atrevida hasta 250 metros de altura. La estructura propuesta también podría incluir una torre de telecomunicaciones.

### The Edge
Skydeck 88 contiene 'The Edge' – un cubo de cristal que sobresale 3 m del edificio con los visitantes dentro, suspendido casi 300 m por encima del suelo. Cuando entras, el cristal es opaco mientras el cubo se mueve hacia fuera por el borde del edificio. Una vez totalmente extendido sobre el borde, el cristal se aclara.

## Construcción

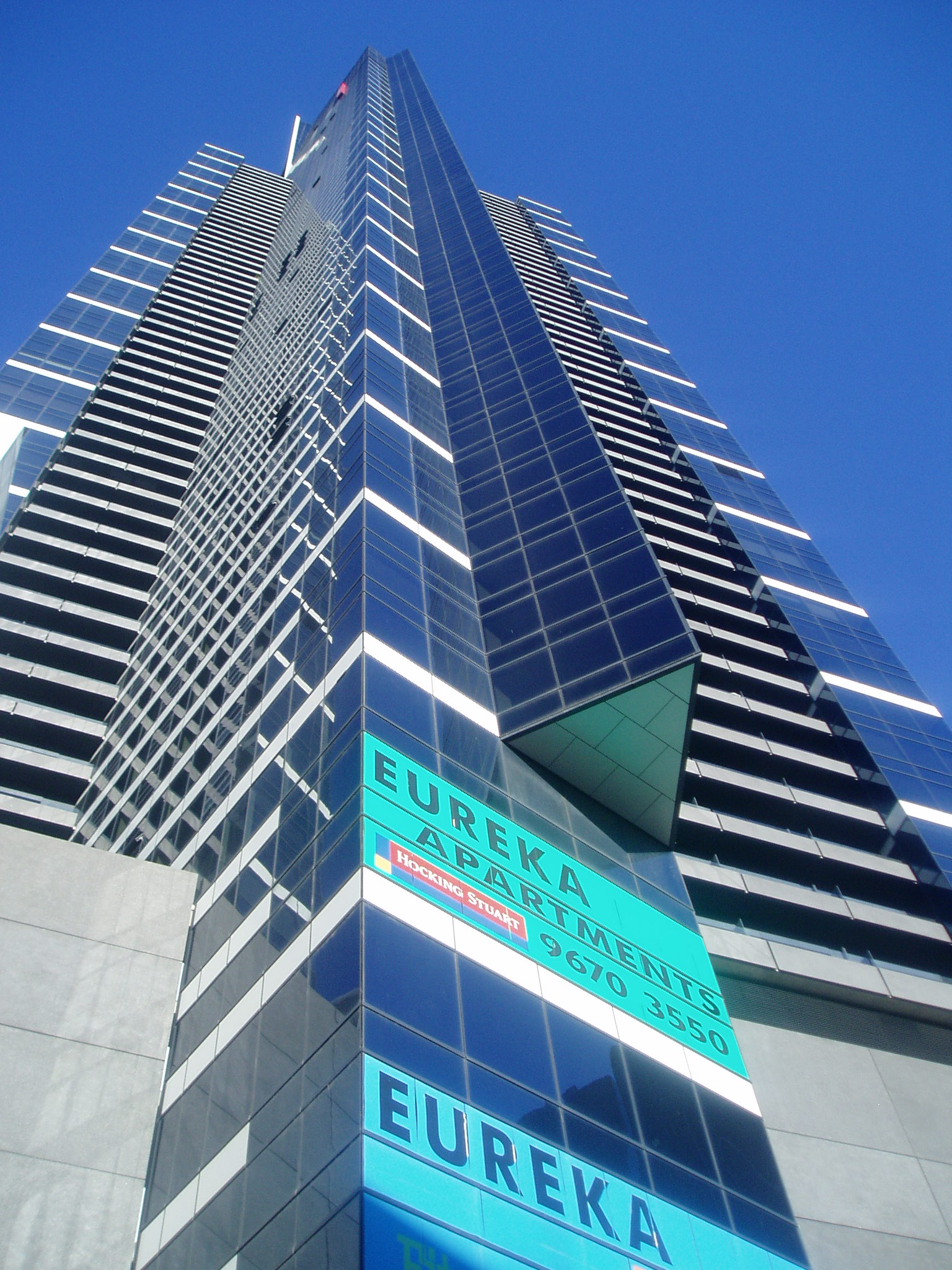
Mirando hacia arriba Eureka Tower

La construcción comenzó en agosto de 2001 y tardó 4 años y 2 meses.
La torre se construyó usando hormigón armado con el método autotrepante. El núcleo de ascensores de Eureka Tower superó la altura de las Rialto Towers el 9 de noviembre de 2004.
El 23 de mayo de 2006, la grúa de la torre fue desmontada por otra grúa más pequeña, que a su vez fue desmontada por otra grúa más pequeña que podía ser bajada por el ascensor de servicio.
Eureka Tower tiene ventanas de cristal bañadas en oro de 24 quilates (100%) en las diez últimas plantas del edificio. La instalación del cristal dorado se completó en marzo de 2006. Los propietarios e inquilinos de los apartamentos tomaron residencia en el edificio entre la planta baja y la planta 80 en julio de 2006.
El 11 de octubre de 2006, la torre fue abierta oficialmente por el entonces Primer ministro de Victoria, Steve Bracks.

### Construcción innovadora
Se usó un nuevo e innovador sistema autotrepante Lubeca de dos plantas para:
- reducir a la mitad el tiempo de trabajo
- reducir a la mitad la colocación del hormigón
- reducir a la mitad la necesidad de fijaciones de acero
- reducir a la mitad las juntas necesarias en el núcleo
- reducir el trabajo manual necesario, debido al uso de arietes hidráulicos

Grocon compró la compañía de Singapur Lubeca en 2000, y entonces invirtió más en I+D para conseguir el sistema autotrepante de dos plantas.